# Sylvanie Burton
Sylvanie Burton es una política dominiquesa, actual presidenta de Dominica. Es la primera mujer y la primera persona indígena en ocupar ese cargo.

## Carrera
Tiene una maestría en gestión de proyectos estudió en la Universidad de Manchester, Inglaterra, y una licenciatura en desarrollo rural de la Universidad St. Francis Xavier, Canadá. Burton se ha desempeñado como secretario permanente en varios ministerios desde 2014, dentro de los ministerios de Desarrollo Comunitario, Medio Ambiente, Modernización Rural, Mejora de Kalinago y Empoderamiento de los Distritos Electorales, Asuntos Exteriores, Comercio, Juventud y Servicios Sociales. Burton también ocupó anteriormente el puesto de Oficial de Desarrollo en el Ministerio de Asuntos de Kalinago.

### Candidata presidencial
El 30 de agosto de 2023, el primer ministro Roosevelt Skerrit nominó a Burton como candidata presidencial. Debido a la holgada mayoría del Partido Laborista, fue elegida durante una sesión parlamentaria el 28 de septiembre del mismo año. Asumió el cargo el 2 de octubre de 2023.

## Vida personal
Burton está casada y tiene dos hijos.